# Nora Ruvalcaba Gámez
Nora Ruvalcaba Gámez (Pabellón de Arteaga, Aguascalientes; 8 de agosto de 1967) es una educadora  y política mexicana, afiliada al Movimiento Regeneración Nacional. Se ha desempeñado como Regidora en el H. Ayuntamiento de Aguascalientes (2002 - 2004) y Diputada local al Congreso de Aguascalientes (2007 - 2010).Se desempeñó como la primera presidenta estatal de Morena en Aguascalientes (2012-2015). Fue Delegada Estatal de los Programas para el Desarrollo del Estado de Aguascalientes de 2021 a 2022. Asumió el cargo de Subsecretaria de Educación Media Superior del gobierno de México bajo la presidencia de Andrés Manuel López Obrador.Desde el 1 de septiembre de 2024 es senadora de la república por Aguascalientes. 

## Trayectoria profesional

### Educación
Nora Ruvalcaba Gámez se formó en la Escuela Normal de Aguascalientes y se graduó como licenciada en educación primaria. Después, completó sus estudios en la Escuela Normal Superior, esta vez en Ciencias Sociales. Finalmente obtuvo un tercer grado,  en la Universidad Autónoma de Aguascalientes como licenciada en Derecho con especialidad en Constitucional.

## Carrera política
Comenzó su trayectoria política dentro del Partido de la Revolución Democrática (1997-2012), fue presidenta del Comité Ejecutivo Municipal en Aguascalientes (1997-2000), Secretaría General del Comité Ejecutivo Estatal (2005-2007) y finalmente consejera nacional (2007-2010).  Fue regidora del H. Ayuntamiento del Municipio de Aguascalientes (2002-2004) y diputada local en la Sexagésima Legislatura correspondiente al periodo 2007-2010. 
En 2010 se lanzó como candidata a gobernadora de Aguascalientes, por el Partido de la Revolución Democrática. Recibió el 4.37% de los votos, quedando en el tercer lugar de la elección, por detrás de Martín Orozco Sandoval del Partido Acción Nacional que recibió el 42.47% de los votos, y de Carlos Lozano de la Torre candidato del Partido Revolucionario Institucional que ganó la elección con el 47.68% de los votos. 
En 2012 fue fundadora del Movimiento Regeneración Nacional en Aguascalientes y en el 2016 fue candidata a gobernadora por dicho partido, donde obtuvo el cuarto lugar con el 3.18% de la votación, elección que fue ganada por Martín Orozco Sandoval que obtuvo 43.81% de los votos. Además, fue candidata a diputada federal por el tercer distrito en las elecciones federales de 2015. Fue la delegada de Programas para el Desarrollo del Estado de Aguascalientes de 2021 hasta 2022.
En 2022, compitió por tercera ocasión como candidata a gobernadora de Aguascalientes por Morena. En dichos comicios, obtuvo el 33.69% de los votos, veinte puntos de diferencia por debajo de la candidata del PAN, PRI y PRD, Teresa Jiménez Esquivel que logró el 53.71%. 
En noviembre de 2022, fue nombrada por el presidente Andrés Manuel López Obrador, Subsecretaría de Educación Media Superior, cargo que desempeñó hasta 2024. 
En 2024, Ruvalcaba fue postulada candidata en primera fórmula al senado de la república por el Movimiento Regeneración Nacional, junto con el senador titular Daniel Gutiérrez Castorena que buscaba la reelección, ambos por la coalición Sigamos Haciendo Historia. En las elecciones del 2 junio, la fórmula encabezada por Ruvalcaba, obtuvo el 36.73% de la votación, dieciséis puntos por debajo de los candidatos al senado de la coalición Fuerza y Corazón por México que lograron el 53.71% y los dos escaños al senado por la mayoría. Accediendo Ruvalcaba a su escaño por el principio de la primera minoría.